# Барлоу, Эйдан
Э́йдан Уи́лл Ба́рлоу (англ. Aidan Will Barlow; родился 10 января 2000, Солфорд) — английский футболист, полузащитник клуба «Рочдейл». Воспитанник футбольной академии «Манчестер Юнайтед».

## Клубная карьера
Уроженец Солфорда, Барлоу с шестилетнего возраста выступал в составе футбольной академии «Манчестер Юнайтед».
13 августа 2019 года Эйдан отправился в аренду в норвежский клуб «Тромсё». 18 августа 2019 года он дебютировал в высшем дивизионе чемпионата Норвегии в матче против «Лиллестрёма». 1 сентября 2019 года забил свой первый гол за «Тромсё» в матче против «Хёугесунна».
В июле 2021 года подписал контракт с клубом «Донкастер Роверс».

## Карьера в сборной
В мае 2017 года Барлоу в составе сборной Англии до 17 лет сыграл на чемпионате Европы в Хорватии. Забил один гол в матче группового этапа против сборной Украины. Всего провёл на турнире 3 матча; англичане заняли на нём второе место, уступив чемпионский титул испанцам. В сентябре 2017 года сыграл один матч за сборную Англии до 18 лет.